# Ophiura trimeni
Ophiura trimeni är en ormstjärneart som beskrevs av Bell 1905. Ophiura trimeni ingår i släktet Ophiura och familjen fransormstjärnor. Inga underarter finns listade i Catalogue of Life.